# Ayane Sakura
Ayane Sakura (佐倉 綾音, Sakura Ayane), née le 29 janvier 1994 à Tokyo, est une seiyū (doubleuse) et une chanteuse japonaise.

## Filmographie
Ayane Sakura a donné sa voix à de nombreux personnages issus d'animés japonais dont certains sont très connus du grand public : 
Ochaco Uraraka (My Hero Academia) : la première fille qu'Izuku Midoriya rencontre au lycée U.A (ou Yuei) Son humeur enjouée, sa détermination à rendre ses parents heureux, et sa sympathie, rendent ce personnage attachant. 
Yotsuba Nakano (The Quintessantial Quintuplet) : personnage féminin faisant partie des sœurs quintuplées de la famille Nakano. On la distingue physiquement par ses cheveux courts orange, son ruban très généralement vert. Elle est très énergique, c'est d'ailleurs la plus sportive de ses sœurs, mais comme elles, malgré l'intervention de Futaro Uesugi (professeur particulier), elle récolte des notes catastrophiques. 
Ran Mitake (BanG Dream!) : Ran et son groupe nommé « Afterglow » apparaissent pour la première fois dans la deuxième saison de l'animé. Elle s'occupe du chant et joue de la guitare tout en chantant (un peu comme Kasumi Toyama du groupe Poppin' Party). Contrairement au reste de son groupe, elle se fait très discrète, parle de manière assez calme et s'exclame assez peu, montrant un air mature. Elle a monté son groupe avec ses amis d'enfance Himari (basse), Moca (guitariste), Tomoe (batterie), et Tsugumi (clavier) et furent unis par la musique pour pouvoir se retrouver hors des cours, chose qui a été utile car Ran fut séparée de son groupe en troisième. Elle apparait d'ailleurs dans le spin off « BanG Dream! Girls Band Party Pico! » qui est une série de 24 épisodes de trois minutes environ, et dans le jeu mobile « Bang Dream! Girls Band Party! » qui est un subtil mélange entre les mécaniques de gameplay de Guitar Hero et Piano Tiles. 
Gaby Braun (L'Attaque des Titans) : la cousine de Reiner Braun et guerrière mahr qui apparait pour la première fois dans la saison finale de la série. Eldienne de Revelio qui a une haine profonde pour les Eldiens de l'île du Paradis, due notamment à l'endoctrinement de l'éducation mahr. Le personnage, qui fut capturé par les Eldiens après avoir commis un acte irréparable, fut emprisonné sur l'île de Paradis. Le comportement de Gaby changera dès lors petit à petit. L'interprétation d'Ayane Sakura rendra le personnage de Gaby à la fois attachant et détestable.
Lin Asano
([L'Habitant de l'infini])
(Animé tiré Manga de Hiroaki Samura débutant en 1993):Lin Asano, jeune femme qui a vécu un drame et qui engage l'immortel Manji (le tueur d'une centaine) comme garde du corps dans sa quête de vengeance

## Rôles

### Anime
- BanG Dream! : Ran Mitake
- Black Clover : Secre Swallowtail
- Charlotte (anime) : Nao Tomori
- Gochūmon wa usagi desu ka? : Cocoa Hoto
- Joshiraku : Marii Buratei
- L'Attaque des Titans : Gaby Braun
- L'Ère des Cristaux : Bort
- Merry Nightmare : Merry Nightmare
- My Hero Academia : Ochaco Uraraka, Reiko Yanagi
- My Teen Romantic Comedy is Wrong as I Expected : Iroha Isshiki
- Non Non Biyori : Natsumi Koshigaya
- Pretty Rhythm: Rainbow Live : Rinne
- The Quintessential Quintuplets : Yotsuba Nakano
- Ranma 1/2 : Kodachi
- Romio vs Juliet : Hasuki Komai
- SoulWorker: Ephnel
- Tokyo Ghoul:re : Saiko Yonebayashi
- Tokyo Ravens : Suzuka Dairenji
- Tsukimichi -Moonlit Fantasy- : Tomoe[1]
- Your Lie in April : Tsubaki Sawabe
- Spy x Family : Nightfall / Fiona Frost
- Dandadan : Aira
- Sakamoto Days: Lu Xiaotang

### Jeux vidéo
- Azur Lane : Prinz Eugen[2], Ägir
- Chain Chronicle 3 (en) : l'elfe tsundere (Isekai Ojisan)[3] (première voix, 2020-2022)
- Fire Emblem Heroes : Eleonora, Julia, Minerva, Nils
- Fire Emblem Warriors : Minerva
- Genshin Impact : Yae Miko
- Granblue Fantasy : Clarisse
- Honkai Impact 3rd (en) : Yae Sakura
- Kantai Collection : Jintsuu, Kiso, Nagato, Naka, Mutsu, Kuma, Tama, Sendai et Shimakaze
- No Straight Roads : Mayday
- Tokyo Mirage Sessions #FE : Eleonora Yumizuru
- Gray Raven : Jetavie

## Récompenses
- 12e Seiyu Awards (en) : Best Actresses in Supporting Roles pour My Hero Academia